# Procryptocerus kempfi
Procryptocerus kempfi is een mierensoort uit de onderfamilie van de Myrmicinae. De wetenschappelijke naam van de soort is voor het eerst geldig gepubliceerd in 2002 door Longino & Snelling.